# 青陽警察署
青陽警察署（チョンヤンけいさつしょ）は、忠南地方警察庁所管の警察署である。

## 管轄区域
- 青陽郡

## 沿革
- 1945年10月26日- 開署

## 管轄地区隊
- 七甲地区隊
- 定山地区隊

## 管轄派出所
- 長坪青南派出所
- 化城南陽派出所
- 雲谷派出所
- 飛鳳派出所

## 管轄治安センター
- 大峙治安センター
- 木面治安センター
- 青南治安センター
- 南陽治安センター